# Nikolaj Lie Kaas
Nikolaj Lie Kaas (Rødovre, 22 maggio 1973) è un attore danese.

## Biografia
Figlio del comico Preben Kaas e dell'attrice Anne Mari Lie, i suoi genitori divorziarono quando aveva 2 anni e morirono entrambi suicidi (il padre quando aveva 8 anni, mentre sua madre a 16). La sua carriera è costituita perlopiù da produzioni danesi, anche se ha preso parte ad alcune produzioni statunitensi, la più famosa delle quali è la pellicola del 2009 Angeli e demoni, diretto da Ron Howard, adattamento cinematografico dell'omonimo romanzo di Dan Brown, nel quale Nicolaj interpreta l'assassino conosciuto come Mr. Gray. Nel 2003 ha iniziato una relazione con Anne Langkilde, che ha poi sposato nel 2008. I due hanno avuto due figlie: Gerda Sofie (2006) e Esther Marie (2010).

## Filmografia parziale

### Cinema
- I ragazzi di St. Petri (Drengene fra Sankt Petri), regia di Søren Kragh-Jacobsen (1991)
- Il libro di Davide (Davids bog), regia di Lasse Spang Olsen (1996)
- Idioti (Idioterne), regia di Lars von Trier (1998)
- Blinkende lygter, regia di Anders Thomas Jensen (2000)
- Et rigtigt menneske, regia di Åke Sandgren (2001)
- Open Hearts (Elsker dig for evigt), regia di Susanne Bier (2002)
- De grønne slagtere, regia di Anders Thomas Jensen (2003)
- Reconstruction, regia di Christoffer Boe (2003)
- Le mele di Adamo (Adams æbler), regia di Anders Thomas Jensen (2004)
- Non desiderare la donna d'altri (Brødre), regia di Susanne Bier (2004)
- Allegro, regia di Christoffer Boe (2005)
- Mørke, regia di Jannik Johansen (2005)
- Plutonio 239 - Pericolo invisibile (The Half Life of Timofey Berezin), regia di Scott Z. Burns (2006)
- Sprængfarlig bombe, regia di Tomas Villum Jensen (2006)
- Kærlighed på film, regia di Ole Bornedal (2007)
- Angeli e demoni (Angels & Demons), regia di Ron Howard (2009)
- Parterapi, regia di Kenneth Kainz (2010)
- The Whistleblower, regia di Larysa Kondracki (2010)
- Dirch, regia di Martin Zandvliet (2011)
- Carl Mørck - 87 minuti per non morire (The Keeper of Lost Causes), regia di Mikkel Nørgaard (2013)
- The Absent One - Battuta di caccia (Fasandræberne), regia di Mikkel Nørgaard (2014)
- Men & Chicken (Mænd og høns), regia di Anders Thomas Jensen (2015)
- Child 44 - Il bambino n. 44 (Child 44), regia di Daniel Espinosa (2015)
- A Conspiracy of Faith - Il messaggio nella bottiglia (Flaskepost fra P), regia di Hans Petter Moland (2016)
- Paziente 64 - Il giallo dell'isola dimenticata (Journal 64), regia di Christoffer Boe (2018)
- Riders of Justice (Retfærdighedens ryttere), regia di Anders Thomas Jensen (2020)

### Televisione
- Taxa – serie TV, 2 episodi (1999)
- Edderkoppen – miniserie TV, 3 puntate (2000)
- De udvalgte – serie TV, 1 episodio (2001)
- Rejseholdet – serie TV, 1 episodio (2002)
- The Fairytaler – serie TV, 4 episodi (2004-2005) – voce
- Der Kommissar und das Meer – serie TV, 1 episodio (2008)
- The Killing – serie TV, 10 episodi (2012)
- Bedrag – serie TV, 10 episodi (2016)
- Nipskanalen – serie TV, 1 episodio (2017)
- Britannia – serie TV, 27 episodi (2018-2021)

## Riconoscimenti
- Premi Robert
  - Miglior attore
    - 2002: vincitore – Et rigtigt menneske
    - 2004: candidato – De grønne slagtere
    - 2006: candidato – Mørke
    - 2012: vincitore – Dirch

  - Miglior attore non protagonista
    - 1992: vincitore – I ragazzi di St. Petri
    - 2001: candidato – Blinkende lygter
    - 2003: vincitore – Elsker dig for evigt
    - 2005: candidato – Non desiderare la donna d'altri
    - 2007: candidato – Sprængfarlig bombe
    - 2008: candidato – Kærlighed på film

## Doppiatori italiani
Nelle versioni in italiano delle opere in cui ha recitato, Nikolaj Lie Kaas è stato doppiato da:
- Patrizio Prata in The Absent One - Battuta di caccia, A Conspiracy of Faith - Il messaggio nella bottiglia e Paziente 64 - Il giallo dell'isola dimenticata
- Andrea Ward in The Killing, Carl Mørck - 87 minuti per non morire
- Francesco Bulckaen in The Whistleblower
- Nanni Baldini in Angeli e demoni
- Riccardo Niseem Onorato in Non desiderare la donna d'altri
- Sergio Lucchetti in Child 44 - Il bambino numero 44
- Stefano Crescentini in Britannia
- Carlo Petruccetti in Riders of Justice